# Шуберт, Бернис Гидуз
Бернис Гидуз Шуберт (англ. Bernice Giduz Schubert, 1913—2000) — американский ботаник. Известна своим вкладом в систематику семейств Диоскорейные, Бегониевые и Бобовые.

## Биография
Бернис Шуберт родилась 6 октября 1913 года в городе Бостон. В 1935 году получила степень бакалавра наук в Массачусетском университете в Амхерсте. С 1936 по 1949 Шуберт работала в гербарии Грея в Гарвардском университете. В 1937 году она стала магистром, в 1942 — доктором философии в Рэдклиффском колледже. С 1950 по 1951 она работала в Брюссельском ботаническом саду. Затем Шуберт вернулась в Гарвардский университет, где работала до 1984 года. Она преподавала биологию, а также была куратором Арборетума Арнольда и главным редактором журнала Journal of the Arnold Arboretum. Шуберт принимала участие в создании Международной ассоциации систематиков растений (IAPT). Бернис Шуберт умерла 14 августа 2000 года в городе Лексингтон.

## Растения, названные в честь Б. Шуберт
- Begonia berniceae Aymard & G.A.Romero, 2011 ("bernicei")
- Desmodium schubertiae H.Ohashi, 1990
- Dioscorea schubertiae Ayala, 1984 ("schubertii")
- Lonchocarpus schubertiae M.Sousa, 1989 ("schubertii")